# Handelshøyskolen BI
Handelshøyskolen BI (engl. BI Norwegian Business School) ist eine Wirtschaftshochschule mit Universitätsrang mit Hauptsitz in Oslo. Mit 20.168 Studierenden, davon 13935 Vollzeitstudierenden, ist sie die größte Handelshochschule Norwegens. BI steht für den früheren Namen (bis 1998) Bedriftsøkonomisk Institutt (dt. Betriebswirtschaftliches Institut).

## Geschichte
Finn Øien und Jens Rosef gründeten 1943 das Bedriftsøkonomisk Institutt (BI; „Betriebswirtschaftliches Institut“), das zunächst dreimonatige Abendschul-Lehrgänge in Betriebswirtschaftslehre anbot. Die Kurse wurden in den Folgejahren auf ein ein- und ein zweijähriges Programm ausgedehnt, hinzu kamen Kurse in Rechnungswesen, gewerblicher Buchführung, maschineller Buchführung und Betriebsstatistik. Ab 1946 bot das BI einen zweijährigen Kurs in Büromanagement an, der tagsüber unterrichtet wurde. Es hatte aber noch nicht den Status einer Hochschule. Seit den ersten Jahren konkurrierte das BI jedoch mit der Norwegischen Handelshochschule (NHH).
Ab 1964 beschäftigte das BI fünf fest angestellte Dozenten. Als erste Institution in Norwegen schaffte es 1967 einen IBM-Computer an. Nach der Umwandlung von einem Privatunternehmen in eine gemeinnützige Stiftung 1968 übernahm der Staat 75 Prozent der Studiengebühren, woraufhin die Zahl der Studenten stark zunahm. Zudem bot das Institut nun einen dreijährigen Diplomstudiengang an. Es trat 1972 der European Foundation for Management Development (EFMD) bei. Unter dem Rektor Jørgen Randers (1981–89) akademisierte sich das BI weiter und bekam 1985 das Recht, den Hochschulabschluss Siviløkonom zu verleihen, was zuvor das Vorrecht der NHH war. Ende 1988 bezog das Institut ein neues Gebäude in Sandvika, einem westlichen Vorort von Oslo.
Unter der Leitung von Peter Lorange bot das BI ab 1990 erste Masterstudiengänge (Master of Business Administration und Master of Science) an. Im Laufe der Jahrzehnte fusionierte BI mit verschiedenen Schulen, um sich neue Fachgebiete zu erschließen, darunter Norges Markedshøyskole, Oslo Handelshøyskole (beide 1992) und Norges Varehandelshøyskole (2000). Leif Frode Onarheim war von 1993 bis 1997 Rektor des BI, das ab 1995 den Master of Management verleihen durfte. Unter dem Rektor Torger Reve (1997–2005) bekam das BI 1998 das Promotionsrecht zum Dr. oec. verliehen und benannte sich im selben Jahr in Handelshøyskolen BI um. Im Jahr darauf akkreditierte die EFMD die Hochschule mit dem European Quality Improvement System (EQUIS).
Auf Englisch verwendete sie bis 2011 den Namen Norwegian School of Management BI, seither BI Norwegian Business School.

## Organisation

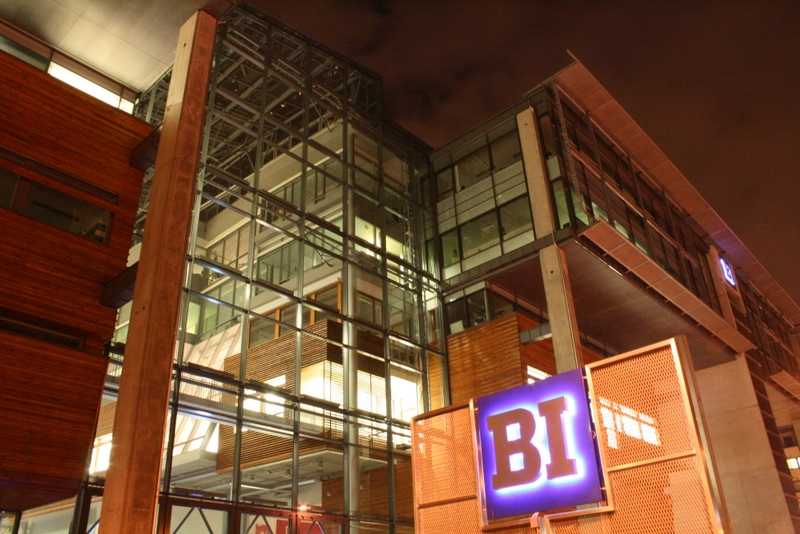
Campus Nydalen

### Institute
Die Hochschule besteht aus neun Instituten mit insgesamt 66 Professoren-Stellen:
- Institut für Informatik und Analyse
- Institut für Finanzen
- Institut für Kommunikation und Kultur
- Institut für Management und
- Institut für Marketing
- Institut für Rechnungswesen
- Institut für Rechtswissenschaft und Leitung
- Institut für Volkswirtschaft
- Institut für Strategie und Unternehmensführung

### Forschung
Die Hochschule betreibt zehn Forschungszentren:
- Angewandte Makroökonomie und Rohwarenpreise CAMP
- Asset Pricing Research
- Zentrum für die Baubranche
- Centre for Corporate Governance Research (CCGR)
- Centre for Creative Industries (BI:CCI)
- Zentrum für Experimentelle Studien (CESAR)
- Zentrum für Forschung in Haushaltsfinanzen und Makroökonomie (HOFIMAR)
- Gesundheitsmanagement
- Zentrum für Internet und Gesellschaft
- Simula@BI

## Lehre

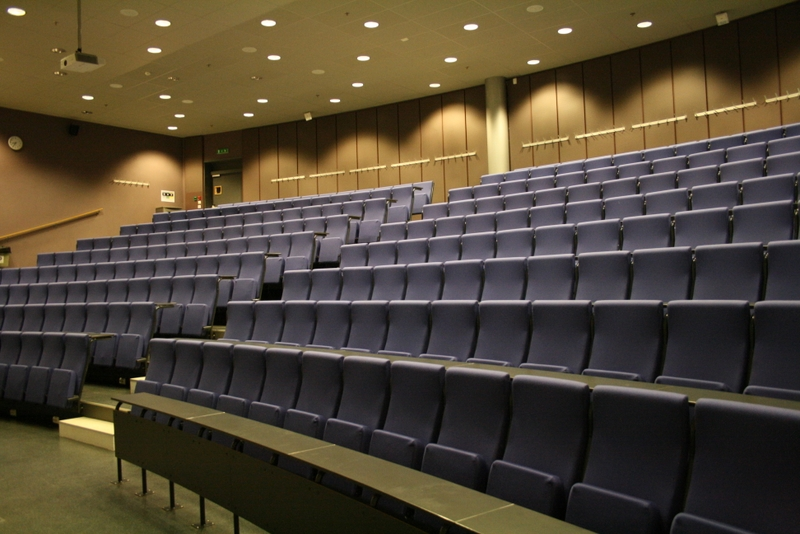
Campus Nydalen

### Pre-Experience, Full-Time Programmes

#### Undergraduate
Unterrichtssprache in den grundständigen Studienprogrammen ist grundsätzlich Norwegisch (in einigen norwegischen Programmen sind bestimmte Kurse in englischer Sprache obligatorisch). Einzig das Programm „Bachelor in Business Administration“ wird zusätzlich zur norwegischen Variante komplett auch in englischer Sprache angeboten. Es wird überwiegend von ausländischen Studierenden – insbesondere Austausch-Studenten, aber auch ausländische Vollzeitstudenten – besucht. Insgesamt bietet die Hochschule 17 Bachelor-Programme.
- BSc in Insurance
- BSc in Business
- BSc in Art and Management
- BSc in Business Administration
- BSc in Business Administration (englisch)
- BSc in International Marketing
- BSc in Banking and Finance
- BSc in Tourism and Service Management
- BSc in Business Law
- BSc in Public Relations
- BSc in Information Technology Management
- BSc in Marketing, Internationalisation and Management
- BSc in Retail Management
- BSc in Marketing Communication
- BSc in Business and Economic Journalism
- BSc in Real Estate
- BSc in Finance
- BSc in Auditing

#### Postgraduate

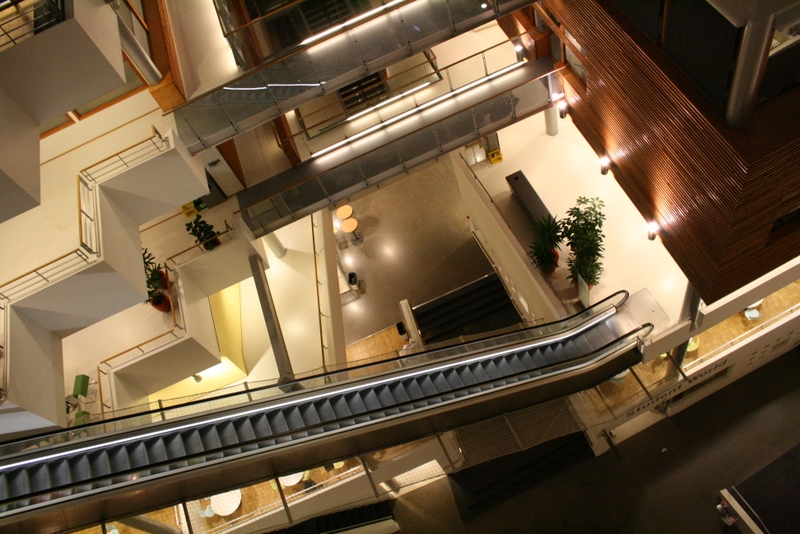
Campus Nydalen

Im Postgraduate-Bereich ist grundsätzlich Englisch die Unterrichtssprache. Lediglich der „MSc in Accounting and Auditing“ wird in norwegischer Sprache unterrichtet. Insgesamt bietet die Hochschule sieben Master- und fünf Doctoral-Programme.
- MSc in Business and Economics
- MSc in Financial Economics
- MSc in International Management
- MSc in Strategic Marketing Management
- MSc in Organisational Psychology and Leadership
- MSc in Innovation and Entrepreneurship
- MSc in Accounting and Auditing
- Ph.D Financial Economics
- Ph.D Marketing
- Ph.D Innovation and Entrepreneurship
- Ph.D Strategic Management
- Ph.D Leadership and Organisation

### Post-Experience, Executive and Corporate Programmes
- Full-time MBA, 11 Monate
- Executive MBA, 18 Monate
- Part-time Specialized Master in Energy Management, 12 Monate
- Part-time MBA in China, 18 Monate
- Master of Management module, 12 Monate (norwegisch, teilweise englisch)
- Master of Management Degree Programme, 48 Monate (norwegisch, teilweise englisch)
- Bachelor of Management module, 12 Monate (norwegisch, teilweise englisch)
- Bachelor of Management Degree Programme, 36 Monate (norwegisch, teilweise englisch)
- Special courses
- Management Seminars

## Partnerschaften

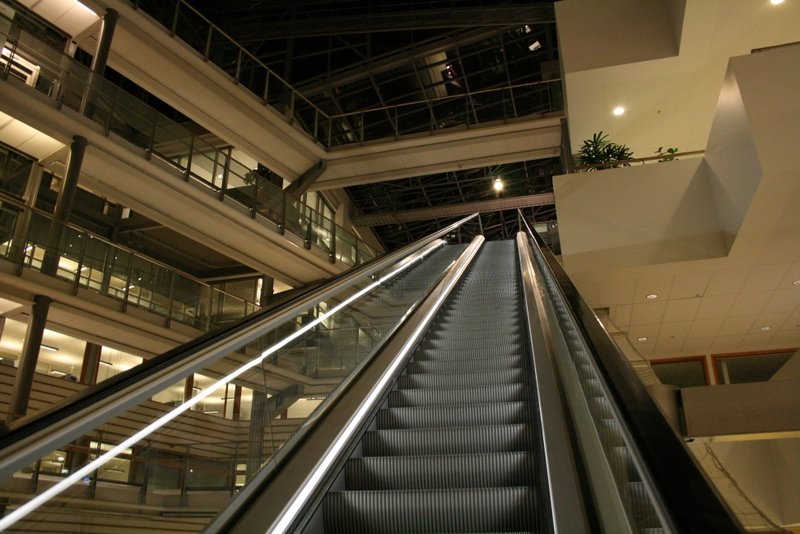
Campus Nydalen

Es bestehen Exchange- und Cooperation-Agreements mit rund 200 Partner-Hochschulen, insbesondere in Deutschland (16 Partner-Hochschulen), Frankreich (20), Kanada (15) und den Vereinigten Staaten (19). Die übrigen Partner-Institutionen liegen in
- Australien
- Belgien
- Chile
- China
- Dänemark
- Estland
- Finnland
- Griechenland
- Großbritannien
- Indien
- Irland
- Island
- Italien
- Japan
- Kasachstan
- Litauen
- Marokko
- Mexiko
- Niederlande
- Österreich
- Peru
- Polen
- Portugal
- Rumänien
- Russland
- Schweden
- Schweiz
- Singapur
- Slowenien
- Spanien
- Südafrika
- Südkorea
- Taiwan
- Thailand
- Tschechien
- Türkei
- Ungarn
- Vietnam

## Akkreditierung
- Association to Advance Collegiate Schools of Business (AACSB)[3]
- European Quality Improvement System (EQUIS)
- Association of MBAs (AMBA)[3]
- Norwegian Agency for Quality Assurance in Education (NOKUT)[3]

## Campus

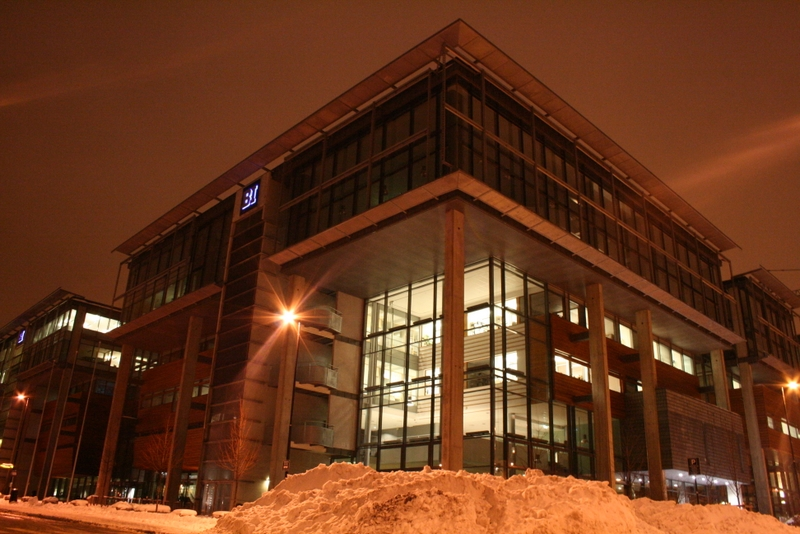
Campus Nydalen

Ein neuer Campus im Osloer Stadtteil Nydalen wurde 2005 eröffnet. Bis dahin befand sich die Hochschule in einem Gebäude in Sandvika, dem Verwaltungssitz der Kommune Bærum in Akershus nahe Oslo. In Nydalen wird das gesamte Kurs-Portfolio – von Bachelor’s bis Doctocal Level – geboten. Mehr als 8000 der rund 18000 Studenten studieren in Nydalen. Neben dem Hauptcampus in Oslo betreibt die Hochschule Standorte in Bergen, Stavanger und Trondheim. Die akademischen Hochschulmitarbeiter sind überwiegend am Hauptcampus in Oslo stationiert.